# Schutter (Donau)
Die Schutter ist ein linker Nebenfluss der Donau, der im Naturpark Altmühltal und im Stadtgebiet von Ingolstadt verläuft.

## Name
Der Name erscheint erstmals als Siedlungsname auf einer Inschrift des 2. Jahrhunderts: VIK(ani) SCU[T]T(arenses). Trotzdem könnte der Name germanischen Ursprungs sein und mit dem Verb *skeut-a- „schießen“ im Sinne von „schnell fließendes, schießendes Wasser“ in Verbindung stehen. Alternativ leitet er sich von keltisch scutar-a = „sandig-schlammiges Gewässer“ ab.

## Geografie

### Oberlauf
Der Johannisgraben genannte Oberlauf der Schutter entspringt auf etwa 473 m ü. NN im Waldgewann Pfahlstriegel etwa 1,2 km nördlich von Wellheim-Hard im Landkreis Eichstätt. Von hier läuft er ungefähr westwärts, tritt nach etwa 1,2 km unter dem Alten Burgfelsen in die Urdonauschlinge um den Umlaufbergrest Galgenberg (447 m ü. NN) ein, deren Grund auf 410–390 m ü. NN liegt, zieht ab hier im Grabenlauf durch Wellheim-Aicha weiter westwärts und an der Nordseite des Galgenbergs vorbei. Beim Naturfreundehaus am Westende des Umlaufbergs knickt er nach links und Süden ab und erreicht gleich darauf nach etwa 2,9 km unterhalb seines Ursprungs die Schutterquelle.

### Schutterquelle

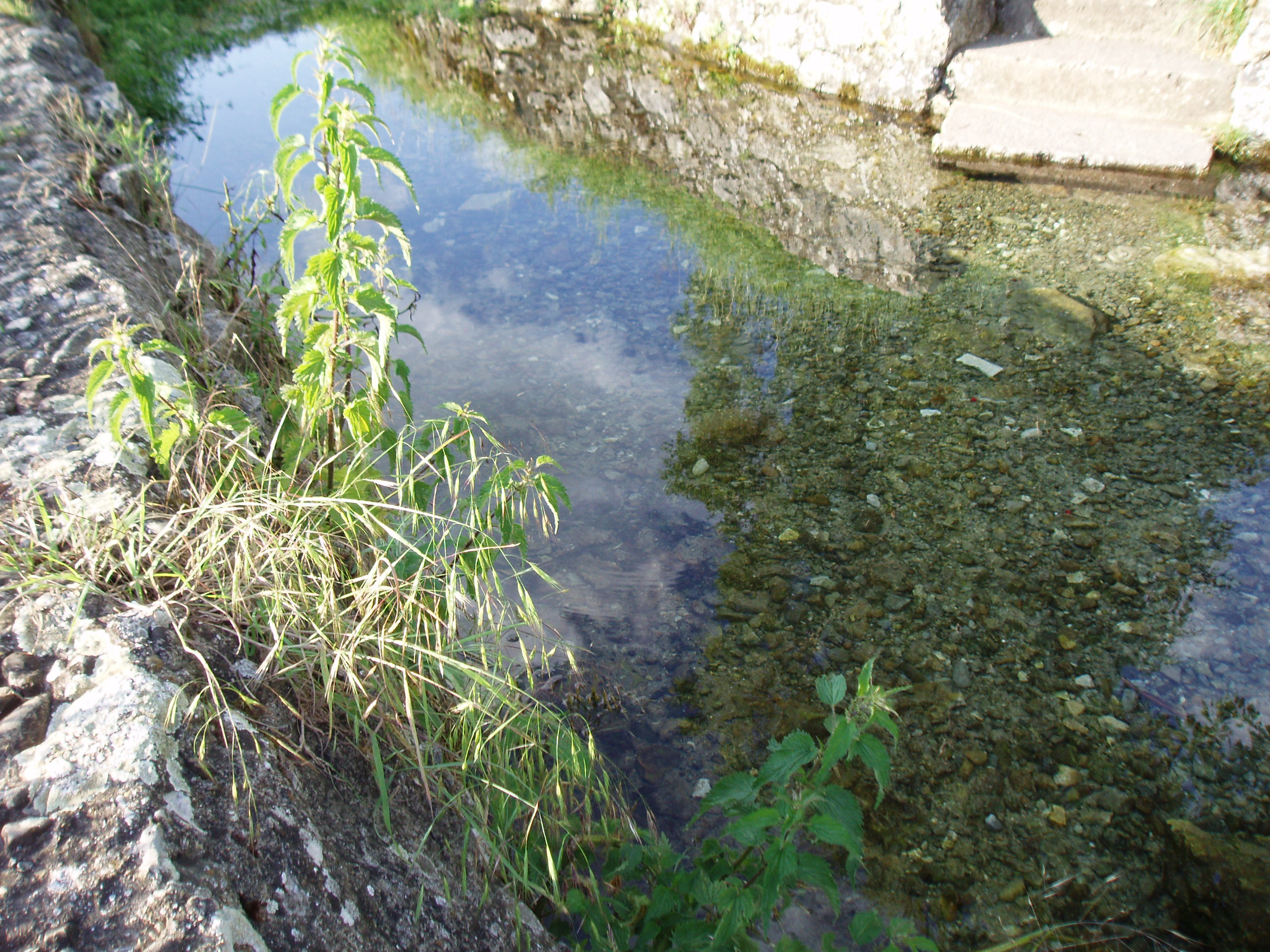
Die Schutterquelle am Fuße des Galgenberges

Die auf Karten als Schutterquelle ausgewiesene Weißjura-Karstquelle umfasst einige Quelltöpfe am Fuße des Galgenberges auf etwa 395 m ü. NN, die im Rahmen einer Renaturierungsmaßnahme 2007 wieder freigelegt wurden. Einige Grabenzüge aus der recht großen Talebene und Quellen verstärken die Schutter, die daraufhin südwärts durch Wellheim läuft, um danach nach links auf Ostsüdostlauf zu knicken, den sie bis zur Mündung ungefähr beibehält.

### Verlauf
Die Schutter fließt zunächst weiter durch das Wellheimer Trockental, dann durch das nach ihr benannte, aber nicht von ihr gebildete, ostsüdöstlich davon abgehende Schuttertal. Dieses räumte die Urdonau nach ihrer Laufverlegung aus dem heutigen Altmühltal gegen Ende der Rißeiszeit aus; Donaukiese liegen etwa sieben Meter tief unter den heutigen Talgründen der Schutter.
Sie durchfließt insgesamt die Orte Wellheim, Feldmühle, Meilenhofen, Zell an der Speck, Nassenfels und Dünzlau. In Ingolstadt, wo sie seit 1875 untertägig geführt wird und 1972 in den Festungsgraben Ingolstadts, den Künettegraben, umgeleitet wurde, mündet sie 35,2 km nach der Johannisgraben- und 32 km nach der Schutterquelle nach nur 34 Metern Gefälle ab der letzten von links in die Donau.

### Einzugsgebiet

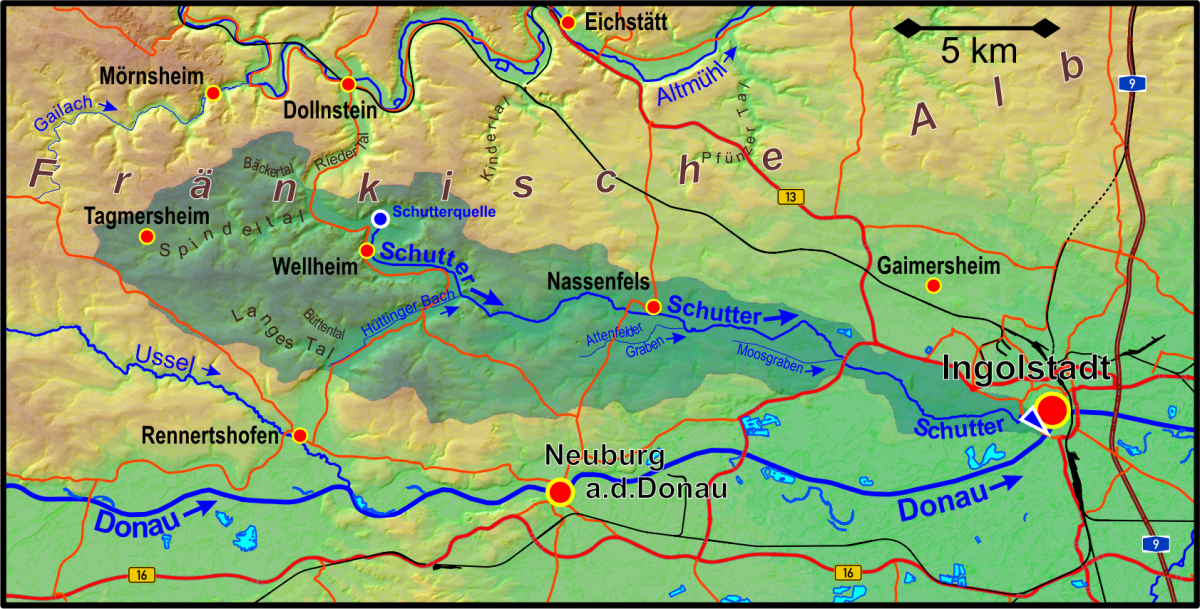
Orografisches Einzugsgebiet der Schutter

Die Schutter entwässert über 116 km² ostsüdostwärts zur Donau. Ihr Einzugsgebiet ist ein sich fast 37 km lang in dieser Richtung erstreckender Schlauch, der quer dazu nirgends auch nur 8 km breit ist. Seine mündungsfernsten Anteile liegen noch 10 km westlich der Oberlauf-Richtungskehre von Johannisgraben und Schutter durch Wellheim beim Ortsteil Blossenau der Gemeinde Tagmersheim. Dort trennt die kurze nordwestliche Wasserscheide vom Entwässerungsgebiet des Altmühl-Zuflusses Gailach, die folgende lange nördliche dann von dem der Frankenalb-Altmühl selbst. Anschließend läuft die Einzugsgebietsgrenze flacher vor dem Mailinger Bach ein Stück weit in Richtung Südosten Richtung Mündung in die Donau.
An der rechten Wasserscheide im Süden konkurriert von der Mündung aufwärts die hier keine bedeutenden linken Zuflüsse aufnehmende Donau selbst bis zum Hainberg nordöstlich von Rennertshofen, ab wo das Einzugsgebiet der zur Donau laufenden Ussel auf dem letzten, westnordwestlich laufenden Teil der Gesamtwasserscheide angrenzt.

### Zuflüsse
- Johannisgraben, von rechts gleich nach der Schutterquelle vor der Westspitze des Galgenbergs, ca. 2,9 km und ca. 5,4 km². Auengraben im Wellheimer Trockental, beginnt unbeständig im Höhenald östlich von Aicha.
- Hardgraben, von links wenig danach, 0,8 km und 2,2 km². Auengraben im Wellheimer Trockental, der an der Südseite des Galgenbergs entlangfließt.
- (Graben aus dem Bäckertal), von rechts noch vor Wellheim, 6,6 km und 35,8 km². Auengraben im Wellheimer Trockental, beginnt unbeständig auf der Gemarkung von Markt Mörnsheim westlich über dem Tal.
- Mittelgraben, von rechts vor Espenlohe, 1,4 km und 2,7 km². Auengraben im Wellheimer Trockental, der unterm Sporn des Wellheimer Schlossbergs beginnt.
- Gießgraben, von rechts vor der Feldmühle, 2,4 km und 4,3 km². Auengraben im Wellheimer Trockental, der am Wasserwerk am Südrand von Wellheim beginnt.
- Grabenzug aus Harder Graben, Flutkanal und zuletzt Speckgraben, nach vorheriger Schutterunterquerung von rechts an der Speckmühle von Nassenfels, 9,4 km und 49,2 km². Auengraben im Wellheimer Trockental, der am Mühlberg gegenüber Espenlohe beginnt. Hat einen langen Zulauf Hüttinger Bach aus dem donaunahen Teil des Trockentals, der bei Ellenbrunn  beginnt.

### Nebenlauf ab der Schutterniederung

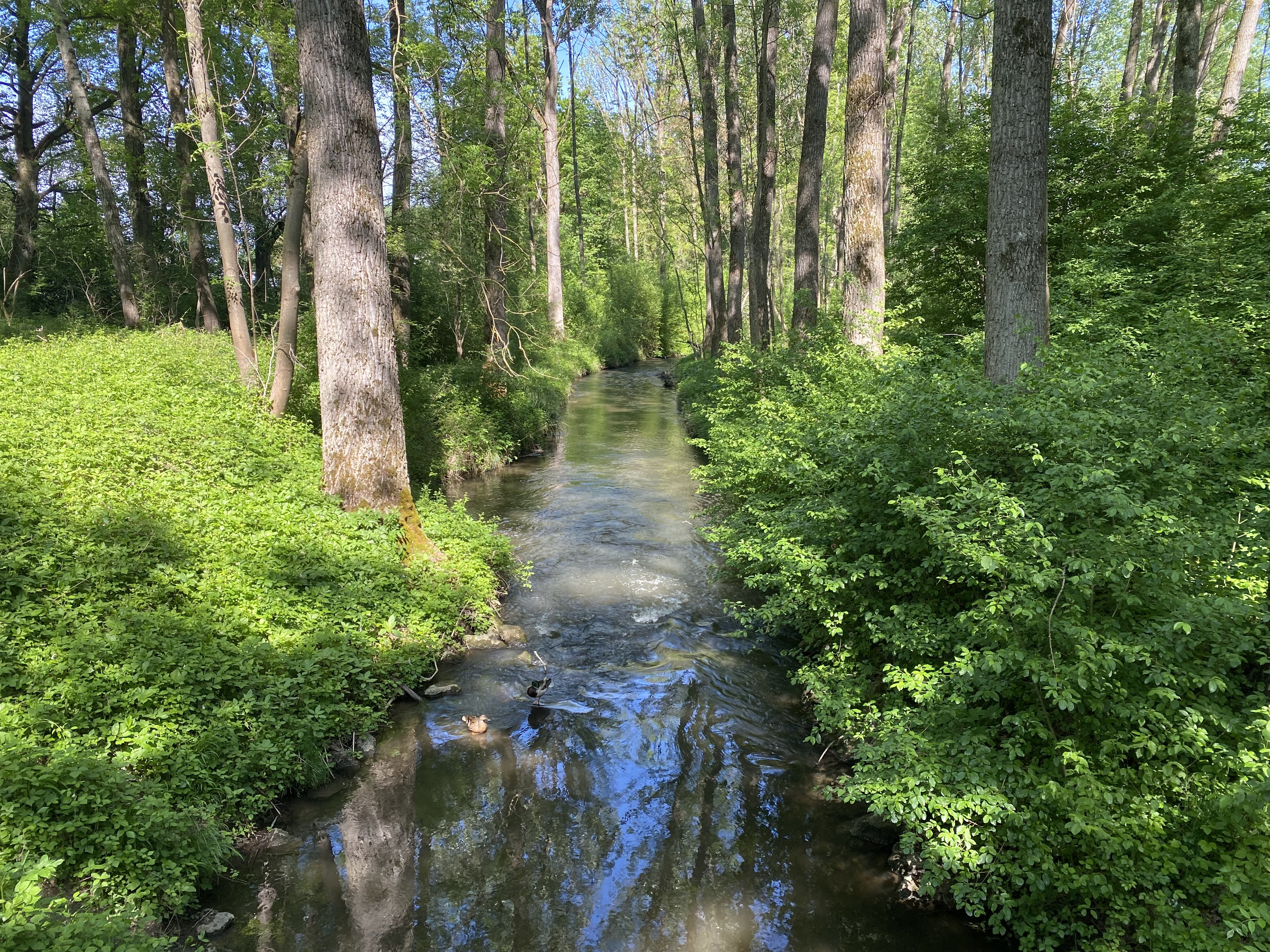
Der Ludlgraben im Donauauenwald bei Ingolstadt nahe der Fohlenweide

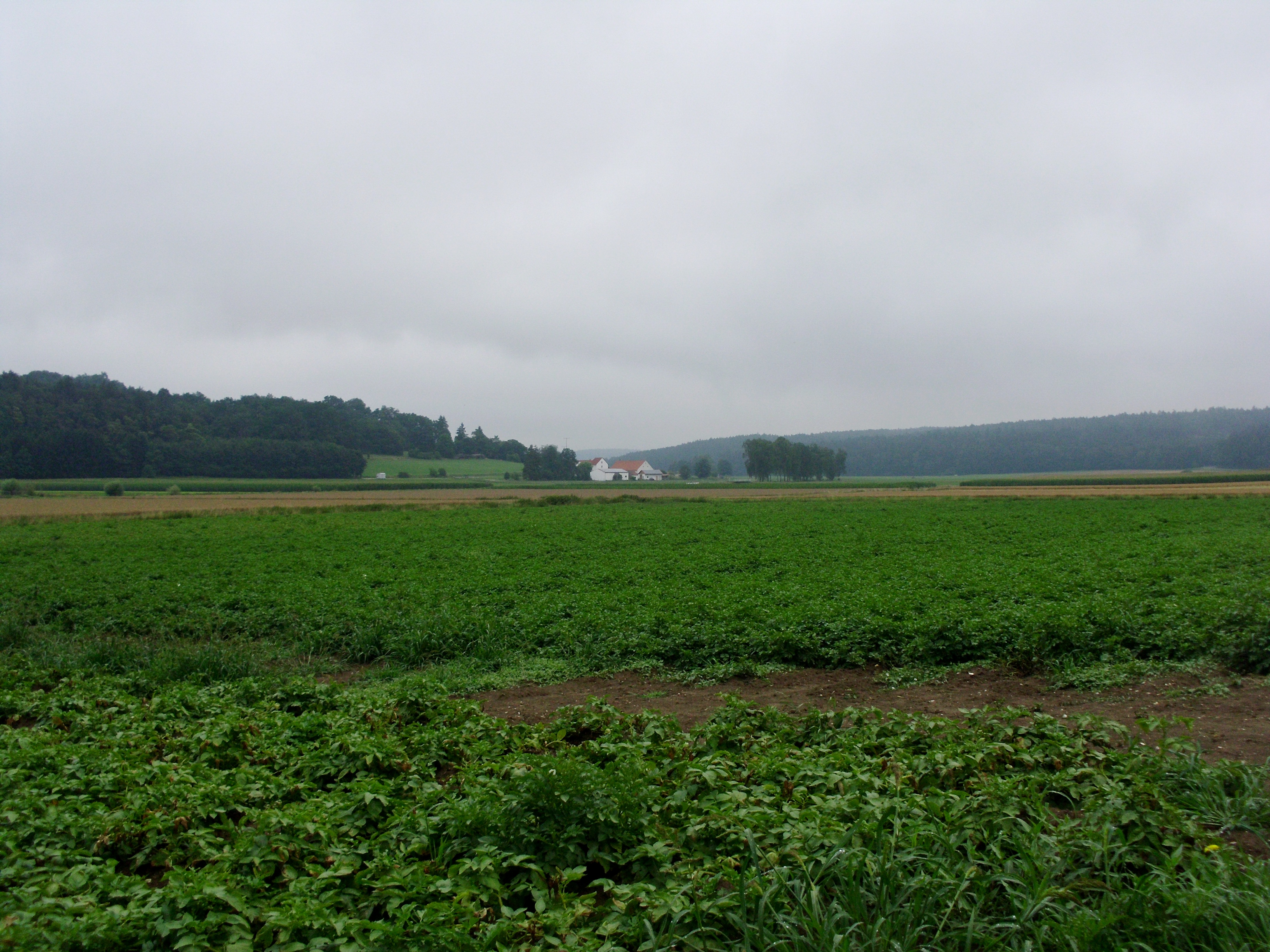
Schuttertal bei der Sächenfartmühle

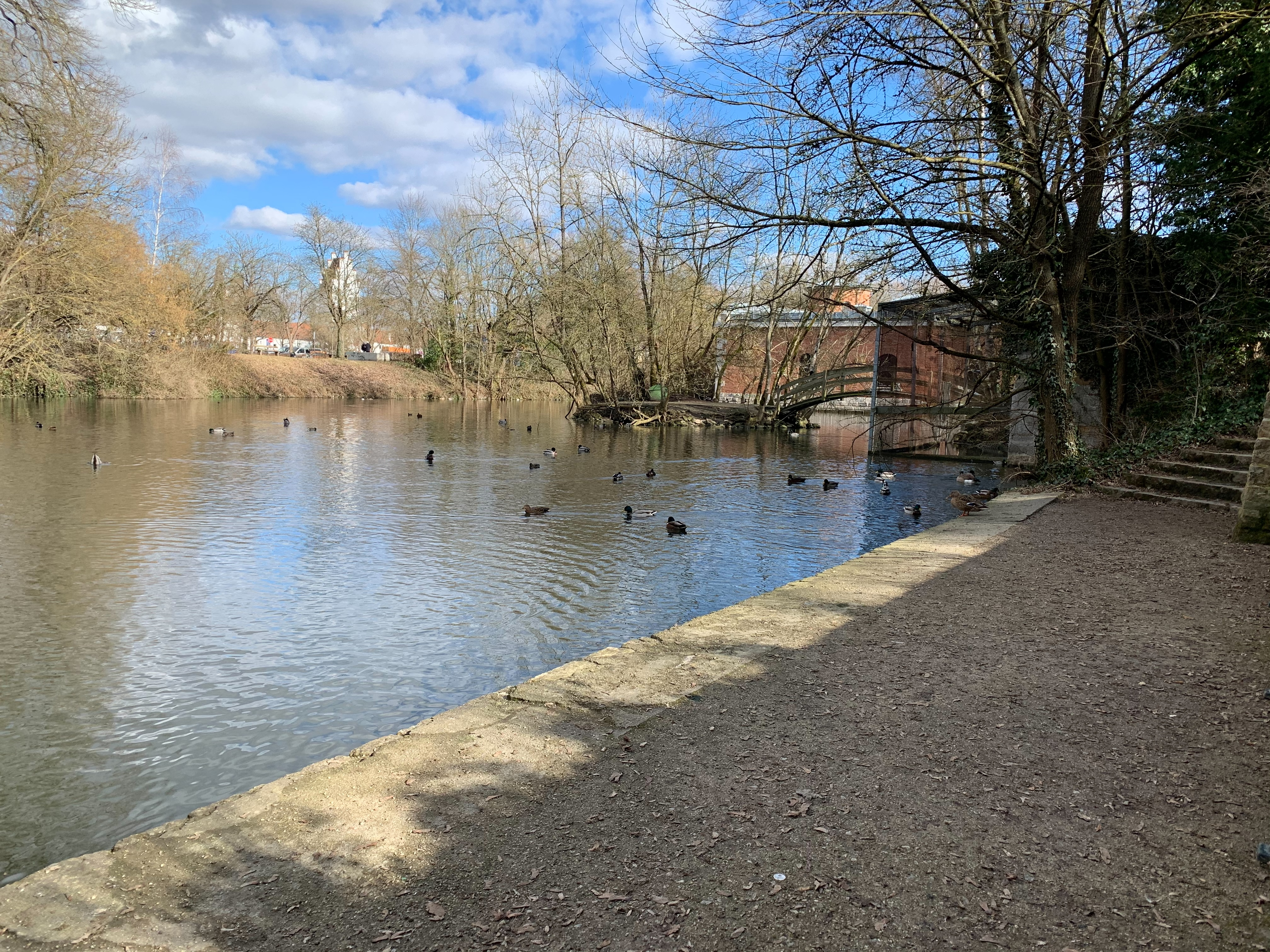
Zuletzt läuft die Schutter im Künettegraben an Bastionen entlang der Südwestseite der früheren Festungsstadt Ingolstadt vorbei

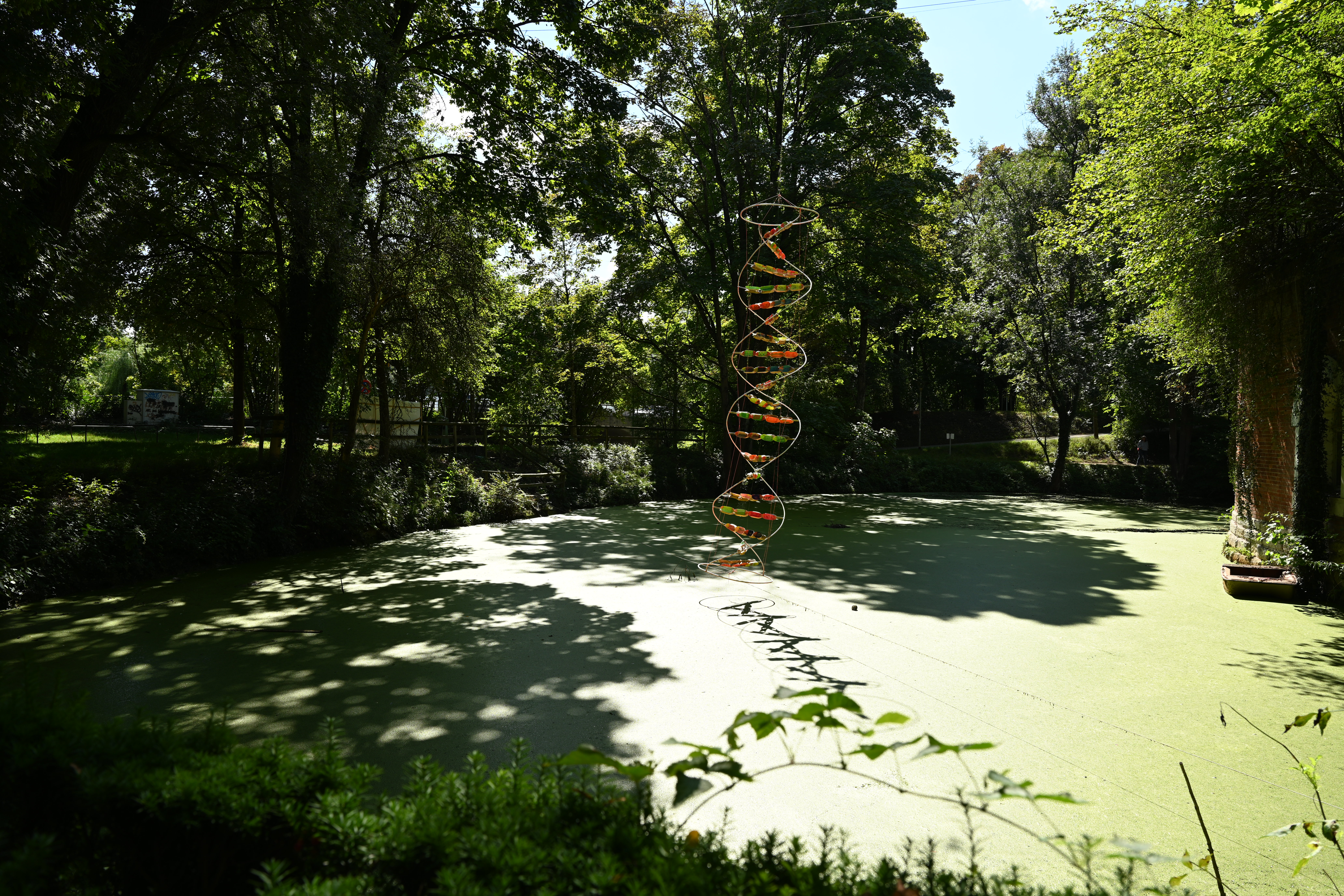
Letztes Stück des Schuttergrabens, den die Schutter dort unter zwei Wegen und einer Straße hindurch zur Donau hin verlässt

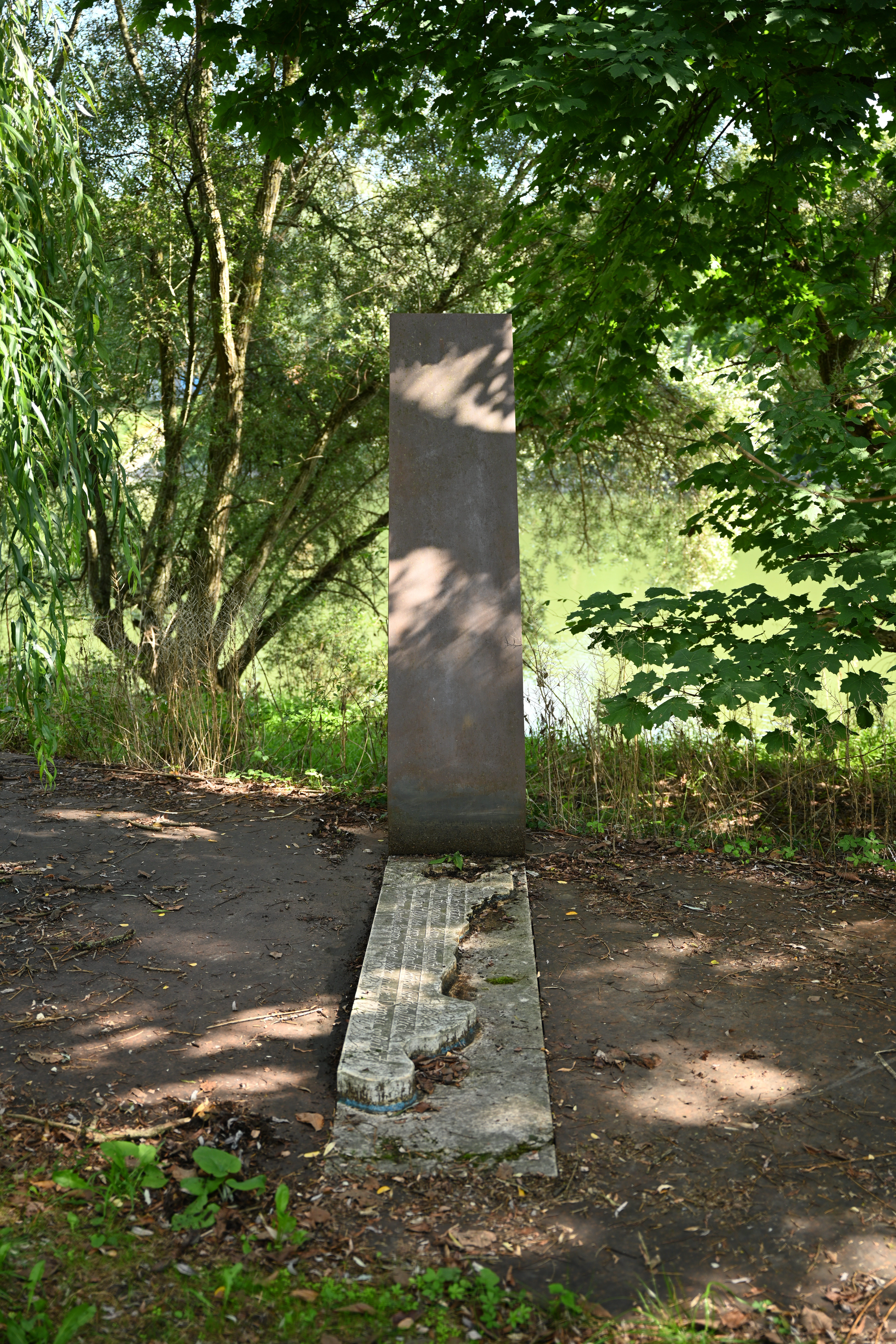
Die darunterliegende Trasse der Schutter ist mit diesem Kunstwerk auf der Uferpromenade längs der Donau markiert

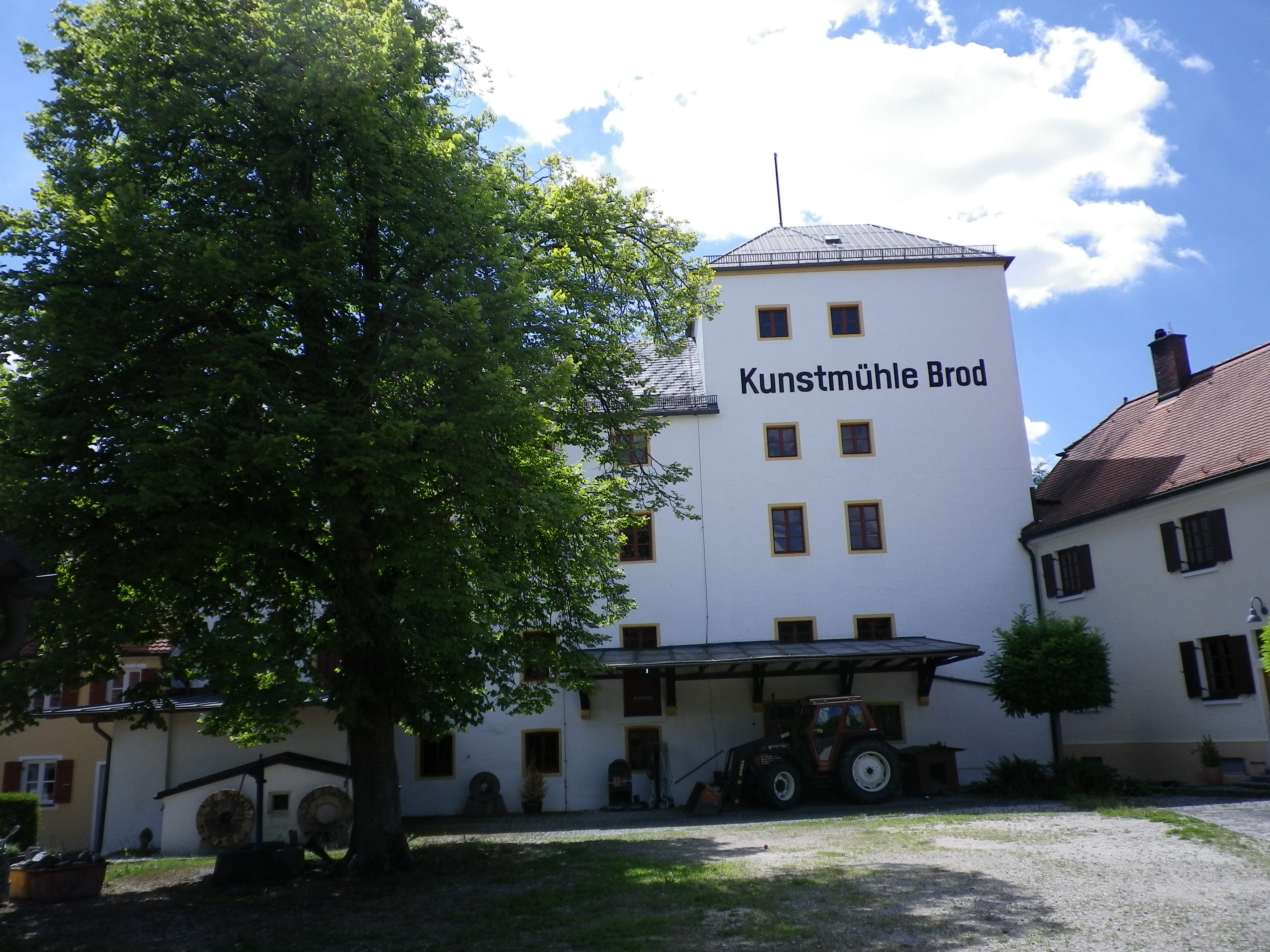
Brodmühle Ingolstadt

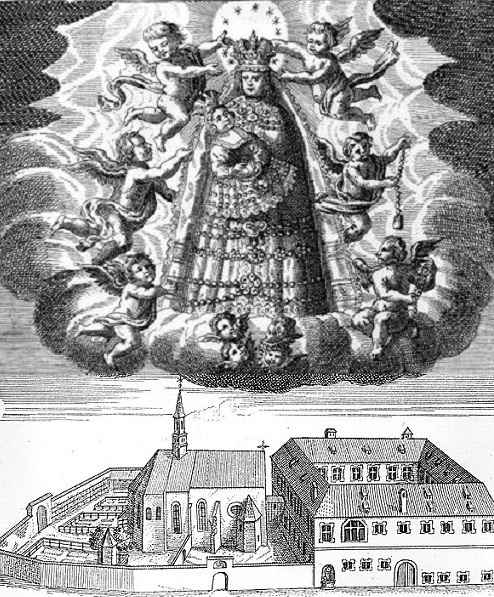
Kloster ob der Schutter mit der Schuttermutter (17. Jahrhundert)

Die ab Nassenfels sich weitende, flache Schutterniederung ist von einem System von Entwässerungsgräben und Flutkanälen durchzogen, deren Hauptstrang gleich nach der dortigen Mündung eines anderen Speckgrabens gegenüber der Speckmühle als Speckgraben abgeht, unter wechselnden Namen der Schutter nahe folgt, sie hierbei viermal unterdükert und auch einige Bäche von den umgebenden Hügeln aufnimmt. Nach über 18 km langem Weg mündet er als Ludlgraben von links in die Donau, etwa einen Viertelkilometer flussaufwärts der Schutter selbst.

## Geschichte
Der Speckberg zwischen Nassenfels und Zell an der Speck war eine Jagdstation des Neandertalers und des anatomisch modernen Menschen (Homo sapiens) der Eiszeit, ebenso das Urdonau-Riff, auf dem später die Nassenfelser Burg errichtet wurde. Dort hat auch der Bandkeramiker erste Spuren der Sesshaftwerdung des Menschen hinterlassen. Nach ihm lassen sich alle Epochen nachweisen.
Auf dem Schutterberg, wo die Schutter das Wellheimer Trockental verlässt, liegt eine Rundschanze, die „Schutterbergschanze“. Diese Ringwallanlage von 400 Meter Gesamtumfang wurde wohl in keltischer Zeit angelegt. Die Höhenburg war auf der Ostseite mit einem Graben und Palisaden abgesichert; alle übrigen Seiten boten durch steil abfallende Hänge einen natürlichen Schutz.
In der Nähe gruben die Kelten nach Bohnerz, aus dem sie am Fuß des Schutterberges Eisen schmolzen. In späterer Zeit wurde das Erz ins fürstbischöfliche Hüttenwerk Obereichstätt gebracht, nachdem es in der Schutter „gewaschen“, d. h. vom tauben Gestein geschieden worden war. Die ungefähr einen Kilometer von der Schutterbergschanze schutterabwärts gelegene, heute abgegangene Mühle „Bauchenwerk“ (Pochwerk) lässt vom Namen her vermuten, dass sie im Zusammenhang mit der Eisengewinnung am Schutterberg stand.
Wegen häufiger Überschwemmung wurde bereits 1477 durch Pfalzgraf Ludwig und den Eichstätter Bischof Wilhelm von Reichenau eine Schutterordnung erlassen. 1853–58 und noch einmal 1926–29 wurde die Schutter begradigt. Der wasserführende Speckgraben, der in etwa parallel zur Schutter verläuft, ist ein Entwässerungsgraben, der im Rahmen dieser Schutterregulierungen angelegt wurde.
Der Talraum der Schutter ist weitgehend unverbaut und wird zum Teil noch als Grünland genutzt.
Die Schutter betrieb bis zu ihren Regulierungen 22 Mühlen, von denen noch 14 dem Namen nach bestehen: Feldmühle, Sächenfartmühle, Speckmühle, Aumühle, Ober- und Unterhaidmühle, Wolkertshofer Mühle, Moosmühle, Reinboldsmühle, Dünzlauer Mühle, Heindlmühle, Ochsenmühle, Schaumühle und Spitzlmühle.
Auch im Ingolstädter Gebiet fanden sich zahlreiche Mühlen, zudem waren andere wasserabhängige Betriebe (Gerbereien, Schlachthof) am Unterlauf der Schutter angesiedelt. Mit der Brodmühle befindet sich eine erhaltene, wenngleich nicht mehr im Betrieb befindliche Mühle auf Ingolstädter Boden. Die mit den Stadtmodellen von Jakob Sandtner nachweisbaren Rosstränken und Löschwasserteiche des Mittelalters sind nicht mehr vorhanden.
Öffnungen, durch die Wasserläufe in befestigte Städte hinein- bzw. aus ihnen heraus fließen, stellen immer einen Schwachpunkt der Festung dar. Aus diesem Grund wurde an der Eintrittsstelle der Schutter in die Landesfestung Ingolstadt eine besondere Anlage zur Verteidigung dieses neuralgischen Punktes errichtet, der so genannte Schutterhof. Später wurde der Lauf der Schutter verlegt, so dass sie heute unmittelbar vor dem Schutterhof in den Künettegraben mündet und nicht mehr durch das innere Stadtgebiet fließt.
Im Inneren des Schutterhofes wurden später die betonierten Becken des Militärbades errichtet. Daneben umfasste das frühere Freibad den Mühlweiher der Winklermühle. Im Schutterhof befindet sich ein Biergarten. Der Künettegraben diente früher im Winter auch zum Schlittschuhlaufen; heute ist er als Teil des Glacis Teil des Ingolstädter Naherholungsgebietes bzw. der Ingolstädter grünen Lunge.

## Sonstiges
- Im Schuttertal verläuft ein Rad- und Wanderweg.
- Entlang der Schutter haben sich wertvolle Vegetationsstrukturen entwickelt.
- Im Tal gibt es größere Niedermoorflächen. Das Schuttermoos gilt als schützenswertes Gebiet.
- Im Schuttertal findet man bei Wolkertshofen mit den sogenannten Gleßbrunnen die stärksten Karstquellen des Eichstätter Raumes. Die Quellen der fünf Quellweiher fördern etwa 700 Liter pro Sekunde aus großer Tiefe herauf. Der abfließende Bach mündet nach einem Kilometer in die Schutter.
- In Ingolstadt verehrt man eine Schuttermuttergottes, die früher in der 1470 abgerissenen Ingolstädter Schutterkapelle, später in der Augustinerkirche des Klosters ob der Schutter bei Wallfahrten verehrt wurde und heute in der Franziskanerkirche steht.[8]
- Seit 2020 wird in der Marktgemeinde Nassenfels heftig über die Genehmigung eines neuen Fußballstadions (Schutterpark) auf Moorflächen direkt an der Schutter diskutiert.[9]